# Borja del Serral d'en Roig
La Borja del Serral d'en Roig és una obra de Corbera de Llobregat (Baix Llobregat) inclosa a l'Inventari del Patrimoni Arquitectònic de Catalunya.

## Descripció
Borja feta amb pedra seca adossada al mur de contenció d'un bancal de la vinya, avui ja inexistent. A la coberta argilosa hom hi plantà lliris que acaben d'accentuar l'aspecte selvàtic del paratge.
El parament és de grans pedres sense treballar disposades en fileres. La coberta és feta per aproximació de filades. Només té una obertura, la porta, allindada. Actualment tota la cabana està parcialment coberta per vegetació.